# Зальц (река)
Зальц (нем. Salz) — река в Германии, протекает по земле Гессен. Площадь бассейна реки составляет 91,27 км², длина реки — 29,7 км. Основной исток расположен на высоте 484 метра, а устье — на высоте 162 метра над уровнем моря.

## Течение
Впадает в Кинциг с правой стороны к западу от района Зальмюнстер города Бад-Зоден-Зальмюнстер. Слева в этом же месте в Кинциг впадает Клингбах. Именованными притоками Зальца являются впадающие слева Энгельбах (нем. Engelbach), Фарбах (нем. Fahrbach) и Штуббах (нем. Stubbach), а также Вальд-унд-Вашвайхербах (нем. Wald- u. Waschweiherbach), который впадает справа и состоит из двух водотоков с коротким общим участком.